# Kis hangyautánzó pók
A kis hangyautánzó pók (Synageles venator) a pókszabásúak (Arachnida) osztályába, a pókok (Araneae) rendjébe, az ugrópókfélék (Salticidae) családjába és a Synageles nembe tartozó faj.

## Előfordulása
Megtalálható a Palearktiszi régióban, Észak Amerikában
és Magyarországon is. Közép-Európában a leggyakoribb hangyaszerű ugrópók.
Apró termete, megtévesztő hangyautánzása miatt valószínűleg sokkal szélesebb körben elterjedt, mint ahogy regisztrálva van.

## Élőhelye
Sztyeppeken, réteken, erdőszéleken, de vizes élőhelyeken és emberi településeken is megtalálható. 
Napos időben cserjéken, lágy szárú növényeken, gyógynövényeken, házak falán, kerítéseken, köveken, fatörzseken, homokos vagy sziklás talajon, nádon figyelhető meg.

## Megjelenése
Hangyára hasonlító testük hosszúkás, a nőstények 3,5–4 mm-, a hímek 3 mm hosszúságúak, magasságuk 1–2 mm.
A hímek sötétebb színűek, mint a nőstények.
A fejtor feketésbarna színű, rajta hat szem található, melyek közül az elülső kettő jóval nagyobb a többinél, az utolsó két szempár mögött, a két szemet összekötő fehér vonal látható.
Mint az ugrópókfélék pókjainak, nekik is sokkal jobb a látásuk, mit az összes többi póknak.
A potroh közepén hosszában kis bemélyedéssel rendelkeznek, így megjelenik egy harmadik testszegmens, ami rovaroknak van, de a pókok nincs. Ezt a hatást sötét színű testükön lévő fehér jelölések is növelik.
A potroh hasi része szintén feketésbarna színű, felső részén barna és fekete sávok között két fehér csík látható.
Lábai fényesek, üvegszerűek, színe világosbarna, sötétebb barna és fekete elszíneződéssel.

## Viselkedése
A hangyáktól szinte megkülönböztethetetlenek. A hasonlóság nem merül ki a testalkatban és a színezetben, viselkedésével is próbál mindenkit megtéveszteni. Mozgása gyors, hirtelen irányváltoztatásokkal, második pár lábát pedig ugyanolyan gyorsan tudja lengetni, mint a hangyák a csápjaikat. Ez a ragadozók ellen kiváló védelmet nyújt. Mivel a hangyák harapása fájdalmas, ezért a legtöbb állatot elriasztja attól, hogy megegye őket, valamint a feldühödött, támadó hangyák félelmetes ellenfelek, mely plusz védelmet jelent a kis póknak.
Cinkékkel végzett kísérleteknél a cinkék nem tudtak különbséget tenni a hangyák és a hangyautánzó pókok között. Mivel a madarak a hangyákat a bennük lévő hangyasav miatt nem eszik, így a pókok is biztonságban vannak.
Míg a megtévesztő védelemre van szüksége, három pár lábbal szaladgál, viszont valós fenyegetettség esetén a második pár lábát is letéve gyors szaladással, nyolc lábon menekül. Hangya kinézetét használja az apró rovarok vadászata közben is. A rovarok jól fel tudják mérni a hangyák gyorsaságát és csak akkor menekülnek, ha már egy bizonyos távolságon belül vannak. Viszont nem számítanak arra, hogy egy hangya ugrani is tud. Ezt kihasználva a pók már olyan távolságból is rá tudja vetni magát áldozatára, amikor az még nem is számít rá.
A kifejlett példányok áprilistól szeptemberig aktívak.